# Кризис оснований математики
Кризис оснований математики — термин, обозначающий поиск фундаментальных основ математики на рубеже XIX и XX веков.

## Начало кризиса
Основания математики (англ. foundations of mathematics), представляют собой учения о логических и философских основах математики, включая вопрос о том, обеспечивают ли аксиомы данной системы её полноту и непротиворечивость, тогда как под кризисом оснований математики понимают кризис онтологии, сутью которого является неспособность описать объекты, факт бытия или становления которых выходит за рамки привычных представлений о мире.
Теоретико-множественный подход, получивший широкое развитие в конце XIX века, позволил возвести математику на прочном, и, казалось, надёжном фундаменте — канторовой теории множеств. Развитие канторовой теории множеств привело к возможности выразить в терминах этой теории все основные математические понятия. Возможность построения математики на теоретико-множественном фундаменте Гильберт охарактеризовал как «рай для математиков», а уже построенную на этой основе часть математики называл «симфонией бесконечного». Однако восторги сменились шоковым состоянием, когда была обнаружена противоречивость данного подхода.

## Парадоксы
На рубеже XIX—XX веков были открыты так называемые парадоксы теории множеств.
Сущность парадокса заключается в том, что с помощью логически правильных рассуждений удаётся обосновать (доказать средствами данной теории) одновременно некоторое утверждение и его отрицание, то есть противоречие.
Это означает противоречивость данной теории.
По законам логики в противоречивой теории доказуемо «всё что угодно», то есть любое утверждение.
Наибольшую известность среди открытых парадоксов получили:
- Парадокс Рассела
- Парадокс Кантора
- Парадокс Ришара
- Парадокс Бурали-Форти

## Пути устранения парадоксов
С целью избежания некоторых парадоксов было предложено ограничить принцип свёртывания — широко распространённой математической конструкции, позволяющей образовывать множества с помощью тех или иных свойств объектов.

### Принцип свёртывания
Принцип свёртывания заключается в том, что для любого свойства {\displaystyle {\mathcal {P}}} считается существующим множество, состоящее из тех и только тех объектов, которые обладают свойством {\displaystyle {\mathcal {P}}}. Символически принцип свёртывания можно записать следующим образом:
{\displaystyle \exists M(x)(x\in M\leftrightarrow {\mathcal {P}}(x))}
где {\displaystyle M} — произвольное множество.

### Ограниченный принцип свёртывания
В ограниченном принципе свёртывания, к условию {\displaystyle {\mathcal {P}}(x)} добавляется условие, согласно которому элементы {\displaystyle M} берутся из некоторого заданного множества {\displaystyle {\mathcal {E}}}, существование которого выведено из некоторого («надёжного») списка аксиом. Символически ограниченный принцип свёртывания можно записать следующим образом:
{\displaystyle \exists M(x)(x\in M\leftrightarrow P(x)\land x\in E)}

## Критика существовавших логических принципов
Однако даже полное избавление от обнаруженных парадоксов не спасает и не страхует теорию множеств от новых парадоксов. Поэтому по-прежнему оставалась актуальной задача «спасения» математики. Фактически перед математиками стояла задача переосмысления логических средств, используемых в математических рассуждениях, надёжности этих средств и соответствия их существу математики.
Гарантировать невозможность противоречий в математической теории могло лишь доказательство непротиворечивости этой теории.
Тем не менее сущность кризиса не исчерпывалась только парадоксами, а заключалась также и в следующем.
- Во-первых, к концу XIX века среди математиков наметились существенные расхождения во взглядах на основные математические понятия и принципы, а также на логические принципы, используемые в математике.

- Во-вторых, возникли расхождения во взглядах на выбор путей избавления от парадоксов.

- Наконец, и по-видимому это самое главное, существовали принципиальные трудности обоснования непротиворечивости математики, её «спасения», многие из которых не преодолены до сих пор.

### Критика некоторых теоретико-множественных принципов

Согласно теореме Банаха-Тарского можно «разбить» шар на куски и собрать из них два таких же шара.

Параллельно с открытием парадоксов (и независимо от этого) был подвергнут критике целый ряд теоретико-множественных и логических принципов.
Эта критика прежде всего была направлена на абстракцию актуальной бесконечности.
Другим теоретико-множественным принципом, вызывающим многочисленные споры среди математиков, явилась знаменитая аксиома выбора. Споры вокруг аксиомы выбора были вызваны, с одной стороны очевидностью утверждения, а с другой — неэффективностью понимания существования множества выбора, а также странными результатами, получаемыми с её использованием (см. парадокс Банаха — Тарского). Стоит отметить, что несмотря на явное противоречие утверждения теоремы повседневному опыту, данное утверждение не является парадоксом в логическом смысле.

### Критика некоторых логических законов традиционной логики
Основными объектами критики стали такие логические законы, как закон исключённого третьего {\displaystyle A\vee \neg A}, закон снятия двойного отрицания {\displaystyle \neg (\neg A)\rightarrow A}, а следовательно и опирающийся на него метод доказательства от противного.

## Появление логических школ
В результате различных взглядов на использование логических и теоретико-множественных принципов, а также различных взглядов на пути выхода из кризиса сформировались разные математические школы, яростно противостоявшие друг другу.
Лидирующей школой являлась формалистская, самым ярким последователем которой был Давид Гильберт. Свои идеи он собрал в так называемой Гильбертовой программе, в которой предполагалось обосновать математику на небольшом логическом базисе, содержащемся в финитизме.
Основным противником данной школы была школа интуиционистов, отрицавшая возможность использования двойного отрицания и считающая недопустимым принятие принципа абстракции актуальной бесконечности. Возглавлял школу Лёйтзен Брауэр. Он безбоязненно отвергал формализм как бессмыссленную игру с символами. В 1920 году Гильберт добился исключения Брауэра, которого он считал угрозой математике, из группы редакторов Mathematische Annalen, главного математического журнала того времени.
Однако теоремы Гёделя о неполноте, доказанные в 1931 году, показали, что ключевые аспекты программы Гильберта не могут быть достигнуты.
Гёдель показал, как сконструировать для любой достаточно сильной и непротиворечивой рекурсивно аксиоматизируемой системы (такой, которая необходима, чтобы аксиоматизировать элементарную теорию арифметики на множестве натуральных чисел) утверждение, для которого может быть показана его правдивость, но не доказуемое системой. Таким образом, стало ясно, что математические основы не могут быть сведены к чисто формальной системе, как предполагалось в Гильбертовой программе. Тем самым был нанесён сокрушительный удар в сердце Гильбертовой программы, — программы, которая предполагала, что непротиворечивость может быть установлена финитическими средствами.
В то же время, интуиционистская школа не привлекла к себе каких-либо постоянных последователей среди активных математиков из-за проблем в конструктивной математике.

## Заключение
Разногласия среди математиков по поводу логических законов свидетельствовали о необходимости изучения логических средств, используемых в математике, и пересмотра этих средств. Эти разногласия способствовали развитию идеи неединственности логики как системы логических принципов, приведшей в результате к созданию неклассических логик. Важнейшей из неклассических логик является интуиционистская логика.
Кризис всё ещё не пройден, но он затух. Большинство математиков или не работают с уровня аксиоматических систем, или, если работают, то не сомневаются в корректности системы ZFC, наиболее популярной аксиоматической системы. В большинстве разделов практической математики математические парадоксы и так не играли никакой роли, а в тех разделах, которые напрямую связаны с основами математики — в частности, математическая логика и теория категорий, — их можно обойти.